# Henrik Flyman
Henrik Flyman (Sundsvall, Suecia) es un reconocido compositor, guitarrista y productor. Actualmente toca la guitarra en Evil Masquerade, banda que fundó en 2003. Es también conocido por haber formado parte de Lacrimosa desde 2009 hasta 2021, cuando decidió separarse de la agrupación.

## Biografía
Henrik nació en Sundsvall, Suecia. Desde pequeño mostró interés por la música, comenzó tocando la flauta a los 9 años, después aprendió a tocar el piano, la batería, la guitarra y el bajo. A los 15 años empezó a escribir su propia música, a los 17 formó su primera banda llamada Give the iron o GTI. A partir de esta banda, buscando algo más profesional, junto con Tommy Rehn formó la banda Moahni Moahna en la que estuvo activo de 1992 a 1997, grabaron algunos discos e incluso lograron abrir un concierto para Deep Purple en Suecia. Desafortunadamente, después de varias dificultades, la banda se separó y Henrik junto con Martin Häggström, el otro integrante de Moahni Moahna, forman otra banda llamada ZooL que tenía un sonido hard rock clásico, pero solo logró grabar un disco. Entre los años 2002 a 2004 fue guitarrista de la banda danesa de celtic folk metal, Wuthering Heights. En 2003 fundó la banda Evil Masquerade en Copenhague, en 2004 sale su álbum debut titulado Welcome to the show. Más tarde en 2009 se unió como guitarrista en la banda Lacrimosa en su gira mundial Sehnsucht, y en 2021 decidió salir de la banda. Actualmente continua tocando y componiendo en Evil Masquerade.

## Discografía
- 1992: Face the Light (Moahni Moahna) (EP)
- 1994: Temple of Life (Moahni Moahna)
- 1994: Queen Shamar (Moahni Moahna) (Sencillo)
- 1997: Why (Moahni Moahna)
- 2002: ZooL (ZooL)
- 2003: To Travel for Evermore, Far from the Madding (Wuthering Heights)
- 2004: Welcome to the show (Evil Masquerade)
- 2005: Theatrical Madness (Evil Masquerade)
- 2006: Third Act (Evil Masquerade)
- 2009: Fade to Black (Evil Masquerade)
- 2012: Black Ravens Cry, Pentagram (Evil Masquerade)
- 2012: Revolution (Lacrimosa)
- 2014: Live In Mexico City (Lacrimosa)
- 2015: Hoffnung (Lacrimosa)
- 2016: The Outcast Hall Of Fame (Evil Masquerade)
- 2017: Testimonium (Lacrimosa)